# Krystyna Freda
Krystyna Freda (1º novembre 1993) è una calciatrice cipriota, attaccante dell'Apollōn Lemesou e della nazionale cipriota.

## Carriera
Dopo aver trascorso la prima parte della sua carriera come membro della squadra di calcio universitario femminile delle Winthrop Eagles, sezione atletica della Winthrop University di Rock Hill, South Carolina, nel 2015 si trasferisce in Finlandia per giocare per il Merilappi United in Naisten Liiga dove con 10 reti è la seconda realizzatrice della squadra dopo Emma Heikkilä (14).
Nell'estate 2017 sottoscrive un accordo con la neoistituita Barcelona FA per giocare nel campionato cipriota femminile di calcio. Alla sua prima stagione con 68 reti siglante su 21 incontri di campionato, contribuisce alla conquista del primo titolo per la società che, grazie al risultato, rappresenta Cipro all'edizione 2018-2019 della UEFA Women's Champions League. Anche nella competizione UEFA Freda ha l'occasione di mettersi in luce, siglando 6 reti nella fase di qualificazione preliminare e assicurando alla sua squadra il passaggio alla fase successiva.
Durante il successivo calciomercato estivo si trasferisce all'Apollōn Lemesou, contribuendo alla conquista del titolo cipriota, il secondo personale e il decimo per la società più titolata di Cipro.
Nel luglio 2020 approda alle scozzesi del Glasgow City con la formula del prestito.

## Palmarès

### Club
- Campionato cipriota: 2

Barcelona FA: 2017-2018
Apollōn Lemesou: 2018-2019

### Individuale
- United Women's Soccer

UWS Player of the Year 2016
UWS First Team 2016
East Conference POY 2016